# Estadio José Amalfitani
El Estadio José Amalfitani es un recinto deportivo propiedad del Club Atlético Vélez Sarsfield, ubicado en Buenos Aires, Argentina. Se sitúa en la avenida Juan B. Justo 9200, en el barrio de Liniers. 
Es una de las sedes oficiales de la selección argentina de rugby, llamados "los Pumas", para sus partidos oficiales del The Rugby Championship y cuando juega test matches de local. Además, desde 2016 hasta su disolución en 2020, fue la sede de los Jaguares, la franquicia argentina que participaba en el Super Rugby. 
Se comenzó a construir en el año 1939, y fue inaugurado cuatro años más tarde, el 22 de abril de 1943. Recibe su nombre en honor a José Amalfitani, presidente notable en la institución velezana. Se lo conoce popularmente como «el Fortín» por ser sucesor del viejo estadio del club, ubicado en el barrio de Villa Luro, que de igual forma recibió ese mote. En menor medida, también es conocido como «el Teatro de Liniers».
Ha sido uno de los estadios anfitriones de la Copa Mundial de Fútbol de 1978, y escenario de un sinfín de eventos deportivos, musicales, políticos y religiosos. Debido al constante mantenimiento de sus instalaciones, las comodidades que ofrece, su ubicación y accesibilidad, entre otras cualidades, es considerado uno de los mejores estadios de Argentina, y una de las primeras opciones para la realización de eventos de gran relevancia.

## Capacidad y distribución
El estadio cuenta con 49 540 localidades, las cuales se distribuyen de la siguiente manera:
| Baja:  | 1728 espectadores |
| Media: | 1932 espectadores |
| Alta:  | 5091 espectadores |
| Total: | 8751 espectadores |

| Baja:  | 5817 espectadores   |
| Alta:  | 6072 espectadores   |
| Total: | 11 889 espectadores |

| Este:  | 14 700 espectadores |
| Oeste: | 14 200 espectadores |
| Total: | 28 900 espectadores |

| Cabinas de transmisión:  | 21 cabinas   |
| Palcos para periodistas: | 144 pupitres |

## Localización y vías de acceso
El "estadio José Amalfitani" se encuentra ubicado en la Avenida Juan B. Justo al 9200, en el barrio de Liniers de la Ciudad Autónoma de Buenos Aires, Argentina.
Las principales vías de acceso las conforman las avenidas Juan B. Justo, Rivadavia y Álvarez Jonte, y las autopistas Perito Moreno (AU6) y "Acceso Oeste".
En lo referido al transporte público, se destacan la terminal de ómnibus de media y larga distancia "Parada Liniers", la estación homónima del ferrocarril Sarmiento, y las líneas de colectivos interurbanos
1 2 4 8 21 28 34 46 47 80 88 96 99 106 108 109 117 136 153 161 163 166 172 174 182 185 205 218 237 242 253 284 298 302 325 326 343 378 382 390

## Historia

### Precedentes
1910 - En el año de su fundación, el lugar donde sus equipos jugaban era uno de los tantos baldíos de la zona, que en sí no era mucho más que un gran potrero. La cancha cuyos arcos eran puestos y retirados en cada partido por temor a que se los robaran, comprendía la fracción de tierra delimitada por las calles Ensenada, Convención (hoy José Bonifacio), Mariano Acosta y Provincias Unidas (hoy Juan Bautista Alberdi).
1913 -  Ante las exigencias de contar con un campo de dimensiones más amplias impuestas por la Federación Argentina de Football, Vélez pasa a jugar en un terreno situado en los fondos de la quinta del señor Juan Martín Figallo, entre las calles Areco (hoy José E. Rodó) y Escalada. Un factor determinante para el alquiler de tales terrenos fue el molino que proveía de agua a sus habitantes.

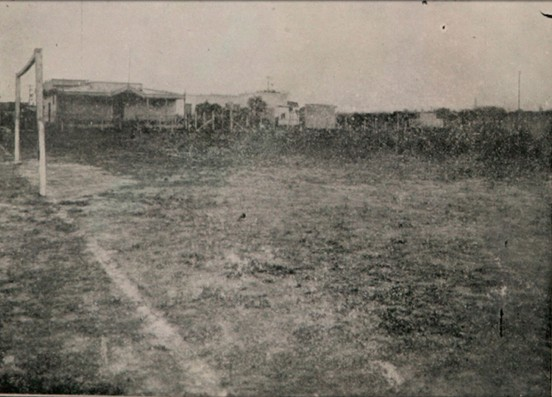
Campo de Vélez en Cortina y Bacacay en el año 1916.

1915 - A mediados de 1914, es tratada en asamblea la posibilidad de arrendar tierras mejor ubicadas, para trasladar allí el campo de juego, a partir del año siguiente. Se trataba de un terreno sito detrás de la estación Villa Luro, propiedad del Sr. Juan Vaccaro, con quien, tras acaloradas discusiones entre los miembros de la Comisión Directiva, se arregló el contrato de arrendamiento del nuevo campo. El mismo, ubicado del lado norte de la estación citada, entre las calles Cortina y Bacacay.
1922  - Ese año, luego que la asamblea general de socios aprobó el convenio por diez años con los hermanos López Bancalari, se alquiló la manzana comprendida por las calles Basualdo, Schmidel, Guardia Nacional y Pizarro. Allí se comenzó la construcción de la tribuna, en base al aporte de los socios,  la cual quedó terminada a fines del siguiente año. Mientras tanto el equipo siguió utilizando el campo de Cortina y Bacacay, hasta que se acordó el desalojo de las tierras, lo que hizo que terminara jugando los últimos meses de 1923 en otras canchas.

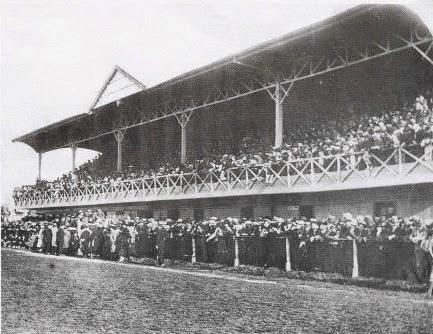
El día que se inauguró el viejo Fortín.

1924 - Recién ese año, fue puesto a punto el nuevo campo de juego para su inauguración. La gran tribuna constaba de un clásico techo inglés a dos aguas la cubría en toda su extensión, situándose debajo de las gradas los vestuarios para los jugadores, los dos baños, el vestuario del referí, la confitería, una habitación para el canchero y otra para la secretaría. La fiesta inaugural tuvo como eje un partido amistoso entre River Plate, que terminó igualado en dos tantos (Ángel Sobrino marcó las dos conquistas velezanas).
1926 - Entre ese año y el siguiente, fueron construidas la tribuna popular del lado este y las gradas que ocuparían las dos cabeceras, agrandándose la gran tribuna hacia los costados y reemplazándose sus palcos por escalones hasta el suelo. Con tribunas en los cuatro costados, el estadio tuvo una capacidad más acorde a la época.

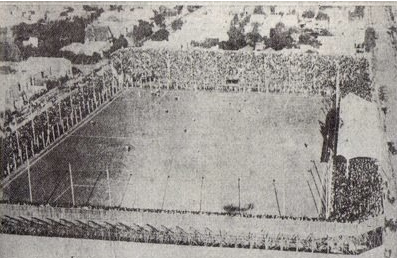
El Fortín en 1934.

1928 -El 7 de diciembre, se inaugura el primer estadio en la Argentina con luz artificial al jugarse el primer partido nocturno del fútbol argentino; en ese mismo reducto se enfrentan el equipo olímpico de fútbol y el combinado nacional.
1935 - El 17 de diciembre, se jugaba el primer partido oficial de noche, bajo luz artificial, entre dos equipos del Fútbol Argentino. Aquella noche Vélez Sarsfield le gana a Platense por 4 a 2.
1940 - Luego de descender a segunda división, a finales de ese año, por una sucia maniobra de Independiente, dejándose ganar ante Atlanta por 6 a 4, es intimado a desojar el predio, dado que venció el contrato de arrendamiento del viejo Fortín de Villa Luro, hecho que sucedió a comienzos de 1942.

### Actual estadio

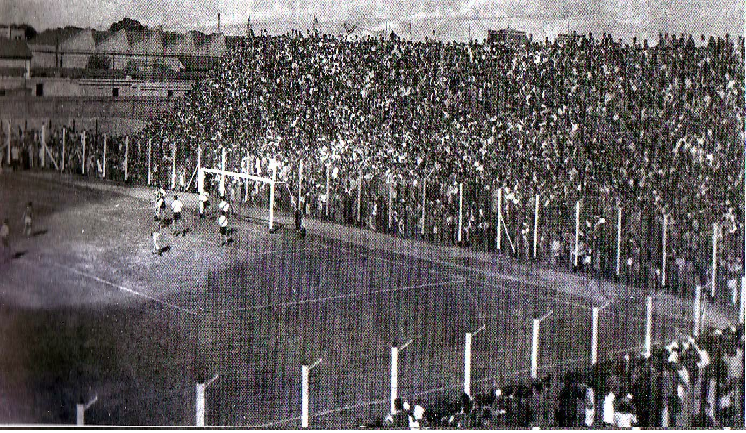
Estadio de Liniers en 1943 con las tribunas del viejo Fortín.

1941 - En ese año se consiguió la cesión del pantano del Arroyo Maldonado por parte de las autoridades del Ferrocarril del Oeste en la zona del barrio de Liniers. Eran terrenos anegadizos, considerados irrecuperables por todo el mundo salvo para Amalfitani y un grupo de colaboradores.
1943 -  En algo más de dos años consiguieron rellenar el pantano. Cuando lo lograron, levantaron las tribunas con los tablones del viejo Fortín. El 11 de abril, en medio de unos festejos extraordinarios, Vélez, por fin, inauguraba su propio campo de juego en un partido amistoso contra River Plate, el campeón, que termina 2 a 2. Juan José Ferraro hizo el primer gol en la nueva cancha a los 3 minutos, aumentó Ángel Fernández y después empató Pedernera convirtiendo los dos goles de la visita.
1944 - Se levanta una tribuna de sesenta metros de largo y con capacidad para 10 000 personas.
1946 - Se aprueba la compra de los terrenos en donde desde 1943 se ubica el estadio.
1947 - Piedra fundamental. Se coloca la piedra fundamental para la construcción del actual Estadio velezano. Los viejos tablones de madera del Fortín de Barragan y Gaona comienzan a ser reemplazados por una imponente estructura de cemento, que será inaugurada en 1951 para orgullo de los velezanos y del fútbol argentino todo.

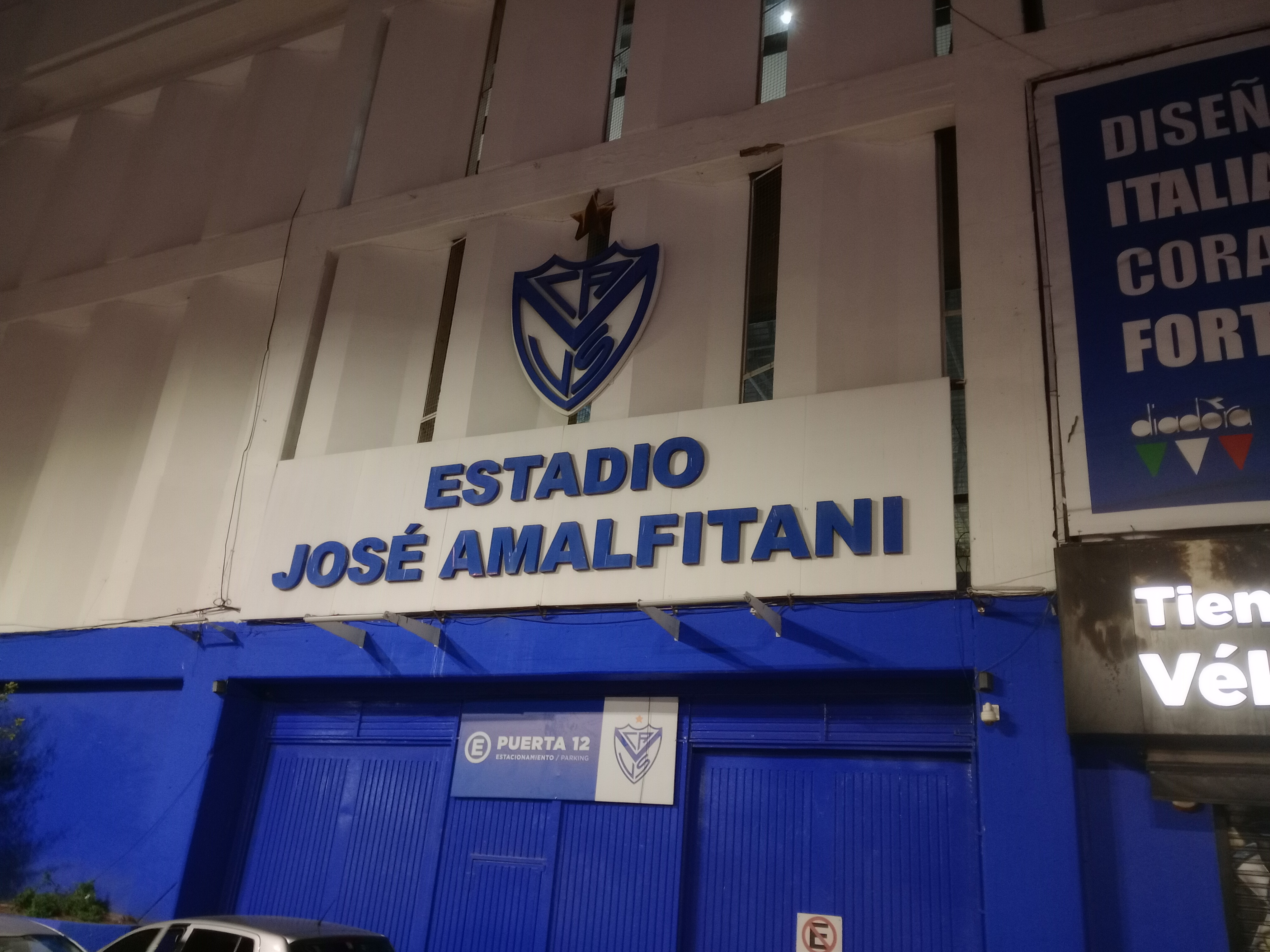
Frente del estadio en 2024

1951 - El estadio de cemento. El 22 de abril, Vélez se puso a la altura de los grandes: en el mismo predio que ocupaba desde comienzos de la década del año 40, y luego de tres años de ejercer la localía en otras canchas, inaugura un estadio totalmente nuevo, de cemento prácticamente en su totalidad, solamente el sector norte, que era platea, conservó los tablones. Esa tarde, para completar la fiesta, el equipo le gana a Huracán por 2 a 0 con tantos del delantero Raúl Nápoli.
1968 - El 7 de diciembre se impone (por Asamblea de Socios) al estadio el nombre de "José Amalfitani", en honor al personaje ilustre por excelencia de la Institución.
1969 - Se terminaron y habilitaron las nuevas plateas altas del sector norte y se inauguraron las luces en el Amalfitani. En un amistoso contra el Santos de Pelé, disputado el 6 de diciembre, "El Fortín" inaugura el sistema de iluminación más avanzado de la época. El proyecto de Don Pepe Amalfitani fue llevado a cabo por la empresa Siemens Argentina. Cuatro torres de 45 metros de altura con focos de cuarzo-yodo y lámparas HKI combinadas establecían las bases de una iluminación que aseguraba lo más moderno en la materia, a tal punto que con ella ya no habría que modificar nada cuando se impusiera la transmisión televisiva en colores.
1972 - En ese año se produce la inauguración de la bandeja inferior de cemento de la remozada Platea Norte, que se realizó en forma provisional, quedando para 1973 la terminación de los accesos, sanitarios y dependencias interiores.
1974 - A fines del mismo el club recibe oficialmente la designación de su estadio como Sub-Sede Buenos Aires para el campeonato Mundial. Durante ese año había sido inaugurado el nuevo sector destinado al periodismo, denominado "Constantino del Esla", seudónimo de un prestigioso periodista y asociado del club.
1977 - Al ser designado Sub-Sede para el Mundial, se comienza la construcción de una nueva platea en la tribuna sur, para ello, se colocan butacas al sector inferior y se agrega, a la misma, una bandeja superior. Además se coloca un tablero electrónico sobre la popular este, se equipa al estadio con un generador de electricidad y se realizan pequeñas modificaciones en el resto de sus instalaciones.

### Últimas modificaciones

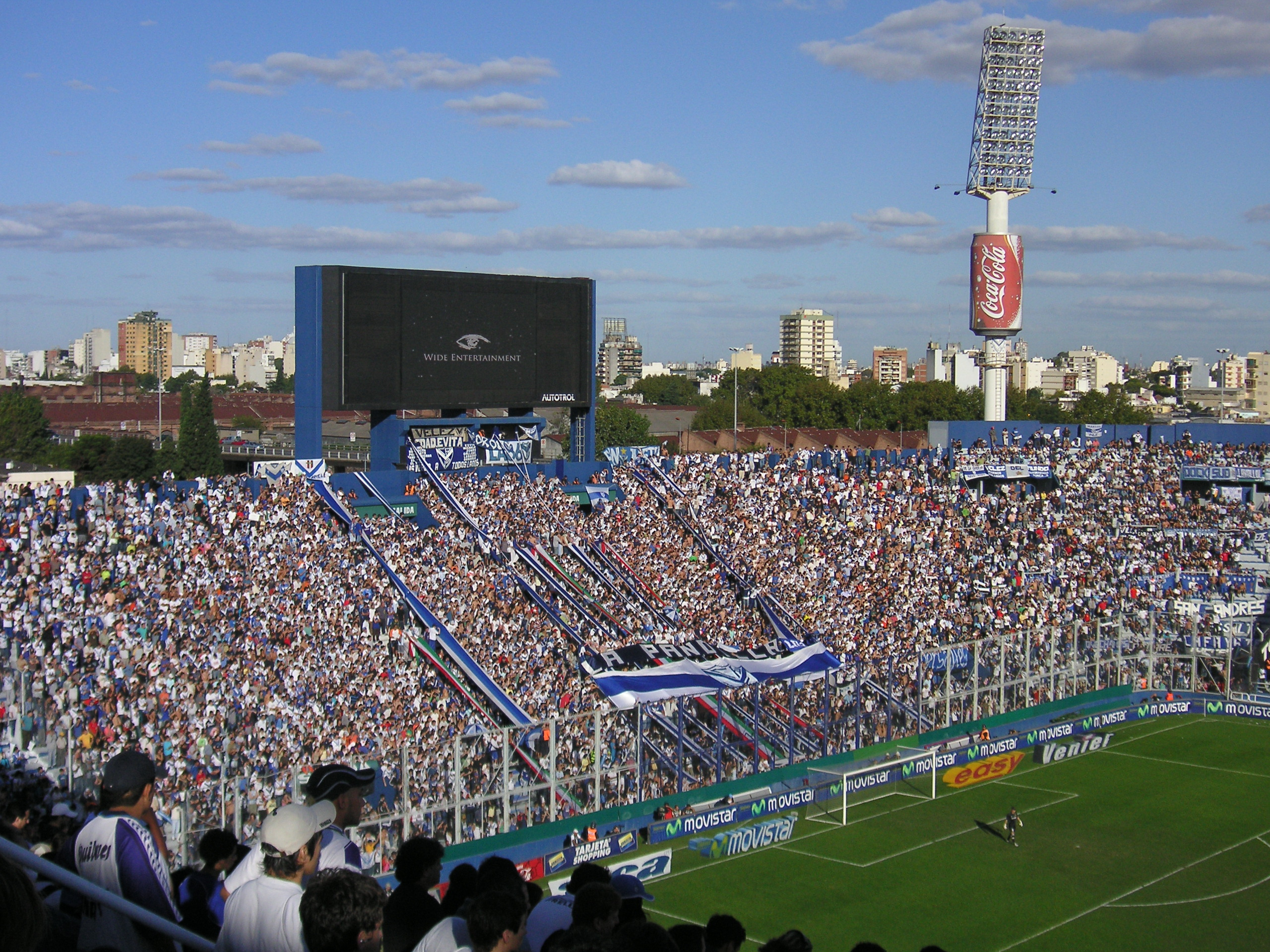
Últimas actualizaciones en el "Estadio José Amalfitani".

En el año 2006 se reemplazó el tablero electrónico por una pantalla de última generación fabricada en Bélgica donde se proyectan imágenes color de alta definición, además de mejorar notoriamente el sistema de audio y sonido.
- Detalles tecnológicos del nuevo tablero:

- - Imagen: Large screen video system.
  - Marca: BARCO.
  - Tamaño: 70 metros cuadrados.
  - Resolución: 14 milímetros.
  - Tecnología del panel: LEDs (2.2 millones de ledes).
  - Salidas: video en vivo, grabado, fotografía, animación, placas, texto e infografías.

- Sonido:
  - Marca: RCF – Italia.
  - Tamaño: 2 torres a los lados de la pantalla de 3,5 metros de altura, 3,8 metros de ancho y 1,7 metros de profundidad.
  - Calidad: tipo recital

Pero la modernización del José Amalfitani no se dio solamente con este nuevo tablero sino que también comprendió la renovación total del centro de prensa, las cabinas y los palcos. Se montó una nueva sala de conferencias y, además en la zona para los periodistas, se colocaron pantallas de plasma, conexión directa a Internet y un amplio sistema de comunicaciones. En definitiva, se acondicionó al sistema similar al de muchos estadios europeos.
En abril de 2008 se inauguró el remodelado sector para la prensa escrita que desde ese momento lleva el nombre del querido Velezano de corazón Jorge Guinzburg.
Dicho sector cuenta con más de 200 butacas rebatibles inyectadas en polipropileno; 152 pupitres de acero y chapa perforada para el caso de la tapa. Además el nuevo sector cuenta con la última tecnología, Wi-Fi y cuatro televisores de pantalla LCD, brindándole a los periodistas mejores y mayores servicios. También se retiró el policarbonato divisorio con la platea norte, por un vidrio de seguridad que permite mejores visuales hacia el campo de juego. Todo perfectamente decorado con postales de los equipos campeones del Fortín en su historia.

### Surgimiento del  "Fortín"

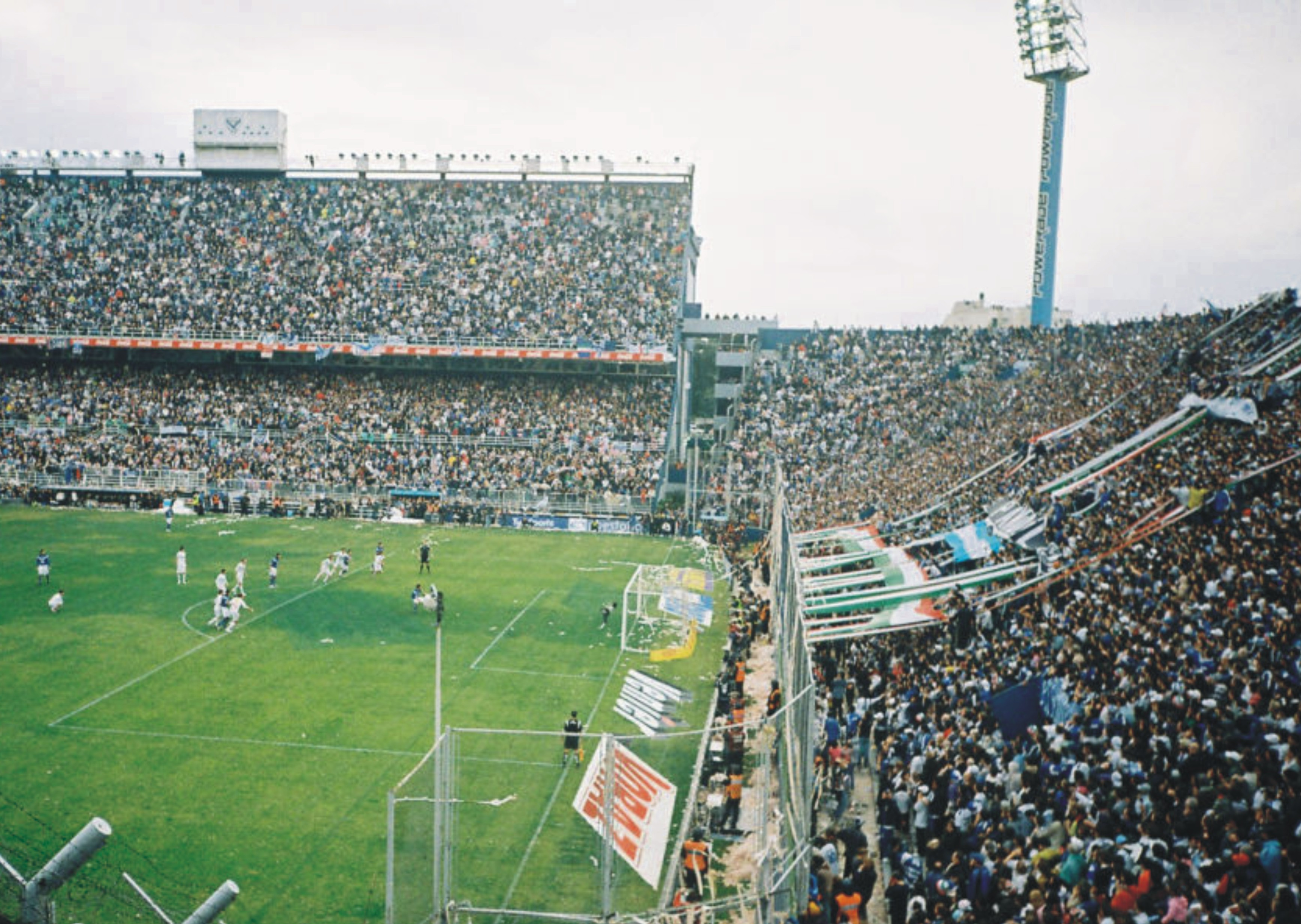
El nuevo "Fortín" repleto, en el partido que consagró a Vélez campeón del Clausura 2009.

Anteriormente, y luego de deambular por varias canchas, en 1922 el club alquiló un terreno en el barrio de Villa Luro, en donde tuvo su cancha por casi dos décadas, con la cual se ganó el mote de "El Fortín" y que fue adoptado por el nuevo estadio. En 1932, cuando en el Diario Crítica se publicó una nota donde el periodista Hugo Marini, jefe de la sección deportes, describía al estadio de Villa Luro como "un Fortín", al considerarse inexpugnable en ese recinto.

¿San Lorenzo Hará Rendir Mañana el "Fortín" de V. Luro? (Diario Crítica, miércoles 13 de julio de 1932, pág. 12)

Y también porque está allí, enclavado en un remolino de callejuelas polvorientas y accidentadas, resguardado por una muralla de casitas humildes y miradas analizadoras, el field de Villa Luro es un verdadero "Fortín" (Revista El Gráfico, 6 de mayo de 1933)

El viejo Fortín de Villa Luro, el de Basualdo y Guardia Nacional,  posee la histórica racha de 24 encuentros invicto ente 1934 y 1935. Sin embargo, la mejor marca la ostenta el estadio actual, en el barrio de Liniers, sostenida por 28 partidos entre 1967 y 1969. Otras dos buenas rachas fueron las de los 21 partidos entre 1985 y 1986, y de los 20 encuentros de 1983.

## Copa del Mundo Argentina 1978
La XI Copa Mundial de Fútbol se desarrolló en Argentina, entre el 1 y el 25 de junio de 1978. La Copa del Mundo volvía así a Sudamérica por primera vez desde 1962. El torneo fue disputado en seis estadios, repartidos en las ciudades de Buenos Aires, Rosario, Mar del Plata, Córdoba y Mendoza.
En 1976 la Junta Militar encabezada por el teniente general Jorge Rafael Videla, que había tomado el poder mediante un golpe de Estado, creó un organismo denominado Ente Autárquico Mundial 1978 (EAM 78), el cual se encargaría de la remodelación de estadios, la construcción de tres inmuebles, y del desarrollo total de la infraestructura logística, turística y de comunicaciones.
Entre los estadios que el EAM 78 remodelaría, se encontraban el de River Plate, Vélez Sarsfield y Rosario Central,  y se construyeron para la competencia el estadio de la ciudad de Mendoza (levantado en la falda del Cerro de la Gloria), el de Mar del Plata y el de Córdoba, emplazado en la zona de Chateau Carreras.
El proyecto EAM 78 estaba en manos del ejército, que debía asegurarse que el dinero que se manejaba en el Mundial no debía de ser “justificado". Este dinero fue utilizado principalmente para construir estadios que costaron aproximadamente 5 veces más que los de España 1982. Fue desde su asunción que los costos comenzaron a trepar de modo inaudito, hasta alcanzar los 520 millones de dólares.
En esta ocasión, el Estadio José Amalfitani fue remodelado de acuerdo a las exigencias de la FIFA para que fuera subsede en la Ciudad de Buenos Aires. Con un préstamo a la entidad de Liniers, deuda que fue cancelada posteriormente, se construyó una sola nueva platea (sur alta),  que sumadas a las tribunas y plateas ya existentes elevaron la capacidad del estadio a 49.540 personas. A su vez se remodeló las instalaciones del sector de prensa acorde a los avances tecnológicos de la época. El proyecto fue obra de los arquitectos Francisco Pérez, Ricardo Staricco y Rodolfo Bramante, y la construcción estuvo a cargo de las empresas Bava, Seery y Lijmaer S. A., Bertoncini S. A. y Philips Argentina (iluminación).
En lo estrictamente deportivo, se disputó allí partidos pertenecientes a la Primera Fase del Grupo C:
| 3 de junio de 1978 | Austria                 | 2:1 (1:1) | España   | Est. José Amalfitani, Buenos Aires                                   |                                                                      |
|                    | Schachner 9' Krankl 76' |           | Dani 21' | Asistencia: 40.841 espectadores Árbitro(s): Karoly Palotai (Hungría) | Asistencia: 40.841 espectadores Árbitro(s): Karoly Palotai (Hungría) |

| 7 de junio de 1978 | Austria        | 1:0 (1:0) | Suecia | Est. José Amalfitani, Buenos Aires                                        |                                                                           |
|                    | Krankl 42' (p) |           |        | Asistencia: 41.424 espectadores Árbitro(s): Charles Corver (Países Bajos) | Asistencia: 41.424 espectadores Árbitro(s): Charles Corver (Países Bajos) |

| 11 de junio de 1978 | España     | 1:0 (0:0) | Suecia | Est. José Amalfitani, Buenos Aires                                               |                                                                                  |
|                     | Asensi 75' |           |        | Asistencia: 46.765 espectadores Árbitro(s): Ferdinand Biwersi (Alemania Federal) | Asistencia: 46.765 espectadores Árbitro(s): Ferdinand Biwersi (Alemania Federal) |

## Copa América 1979
Luego de que Paraguay le ganara 3-0 en Asunción a Chile y que Chile le ganara por 1-0 en Santiago tuvieron que jugar un partido de desempate y la sede elegida fue Buenos Aires en caso de empate consagraría a Paraguay como campeón de América por diferencia de gol, resultado que paso ya que el empate 0-0 consagraría a Paraguay con su segundo y último título de Copa América.
| 11 de diciembre de 1979 | Paraguay | 0:0 (0:0, 0:0) | Chile | Est. José Amalfitani, Buenos Aires                                        |  |
|                         |          |                |       | Asistencia: 30.000 espectadores Árbitro(s): Arnaldo César Coelho (Brasil) |  |

## Campeonato Sudamericano Sub-20 de 1988
Todos los partidos del Grupo A se jugaron en el Estadio José Amalfitani
| 2 de mayo de 1988 | Chile | 1:1 | Perú | Est. José Amalfitani, Buenos Aires |  |

| 2 de mayo de 1988 | Argentina | 1:0 | Venezuela | Est. José Amalfitani, Buenos Aires |  |

| 2 de mayo de 1988 | Israel | 1:0 | Paraguay | Est. José Amalfitani, Buenos Aires |  |

| 4 de mayo de 1988 | Chile | 2:0 | Venezuela | Est. José Amalfitani, Buenos Aires |  |

| 4 de mayo de 1988 | Paraguay | 2:0 | Perú | Est. José Amalfitani, Buenos Aires |  |

| 4 de mayo de 1988 | Argentina | 2:0 | Israel | Est. José Amalfitani, Buenos Aires |  |

| 6 de mayo de 1988 | Paraguay | 6:2 | Venezuela | Est. José Amalfitani, Buenos Aires |  |

| 6 de mayo de 1988 | Argentina | 3:1 | Chile | Est. José Amalfitani, Buenos Aires |  |

| 6 de mayo de 1988 | Perú | 2:1 | Israel | Est. José Amalfitani, Buenos Aires |  |

| 10 de mayo de 1988 | Israel | 1:0 | Venezuela | Est. José Amalfitani, Buenos Aires |  |

| 10 de mayo de 1988 | Paraguay | 2:1 | Chile | Est. José Amalfitani, Buenos Aires |  |

| 10 de mayo de 1988 | Argentina | 2:0 | Perú | Est. José Amalfitani, Buenos Aires |  |

| 12 de mayo de 1988 | Perú | 2:1 | Venezuela | Est. José Amalfitani, Buenos Aires |  |

| 12 de mayo de 1988 | Argentina | 2:0 | Paraguay | Est. José Amalfitani, Buenos Aires |  |

| 12 de mayo de 1988 | Israel | 3:0 | Chile | Est. José Amalfitani, Buenos Aires |  |

## Copa Máster de Supercopa 1992
Todos los partidos de la Copa Máster de Supercopa 1992 se jugaron en el Estadio José Amalfitani.

### Semifinales
| 27 de mayo de 1992 | Boca Juniors | 1:0 (1:0) | Olimpia | Estadio José Amalfitani, Buenos Aires |                             |
|                    | Cabañas 1'   |           |         | Árbitro(s): Ernesto Filippi           | Árbitro(s): Ernesto Filippi |

| 29 de mayo de 1992 | Racing Club                            | 1:1 (1:0) (1:3 p.)         | Cruzeiro                                  | Estadio José Amalfitani, Buenos Aires |                                 |
|                    | Paz 40'                                |                            | Charles 79'                               | Árbitro(s): Enrique Marín Gallo       | Árbitro(s): Enrique Marín Gallo |
|                    |                                        | Tiros desde el punto penal |                                           |                                       |                                 |
|                    | Basualdo · C. Torres · Borelli · Núñez |                            | Paulo Roberto · Paulão · Charles · Nonato |                                       |                                 |

### Partido por el tercer puesto
| 31 de mayo de 1992 | Racing Club        | 1:2 (1:1) | Olimpia         | Estadio José Amalfitani, Buenos Aires |                                 |
|                    | Borelli 32' (pen.) |           | Campos 34', 84' | Árbitro(s): Salvador Imperatore       | Árbitro(s): Salvador Imperatore |

### Final
| 31 de mayo de 1992 | Boca Juniors              | 2:1 (1:1) | Cruzeiro  | Estadio José Amalfitani, Buenos Aires |                          |
|                    | Soñora 27' · Giuntini 74' |           | Édson 37' | Árbitro(s): Jorge Nieves              | Árbitro(s): Jorge Nieves |

## Final de la Copa Libertadores 1994
El partido de ida de la Final de la Copa Libertadores 1994 se jugó en el Estadio José Amalfitani.

#### Ida
| 24 de agosto de 1994, 21:30 (UTC-3) | Vélez Sarsfield | 1:0 (1:0) | São Paulo | Estadio José Amalfitani, Buenos Aires                          |                                                                |
|                                     | Asad 35'        |           |           | Asistencia: 51 000 espectadores Árbitro(s): José Torres Cadena | Asistencia: 51 000 espectadores Árbitro(s): José Torres Cadena |

## Final de la Supercopa Sudamericana 1996
El partido de vuelta de la Final de la Supercopa Sudamericana 1996 se jugó en el Estadio José Amalfitani

#### Vuelta
| 4 de diciembre de 1996 | Vélez Sarsfield             | 2:0 (2:0) | Cruzeiro | Estadio José Amalfitani, Buenos Aires |                         |
|                        | Camps 3' · Gélson 7' (a.g.) |           |          | Árbitro(s): Julio Matto               | Árbitro(s): Julio Matto |

## Repechaje Copa Mundial Femenina de Fútbol de 1999
Argentina disputó un repechaje con México, subcampeón en la clasificación de Concacaf, por un cupo a la Copa Mundial Femenina de Fútbol de 1999 en el Estadio José Amalfitani. México ganó 3 a 2 y se clasificó para el torneo.
|  | Argentina | 2:3 | México | Est. José Amalfitani, Buenos Aires |  |

## Copa del Mundo Juvenil Argentina 2001
La Copa Mundial de Fútbol Sub-20 de 2001 fue la decimotercera edición del campeonato mundial juvenil organizado por la FIFA y se jugó entre el 17 de junio y el 8 de julio en la Argentina.
La Selección Argentina disputó la totalidad de sus encuentros en el Estadio José Amalfitani, donde finalmente se consagró campeón del certamen.
- Primera fase:

| 17 de junio de 2001 | Argentina                      | 2:0 (1:0) | Finlandia | Estadio José Amalfitani, Buenos Aires                          |                                                                |
|                     | Rodríguez 38' D'Alessandro 67' | Reporte   |           | Asistencia: 24.000 espectadores Árbitro(s): Baojie Sun (China) | Asistencia: 24.000 espectadores Árbitro(s): Baojie Sun (China) |

| 20 de junio de 2001 | Egipto               | 1:7 (1:4) | Argentina                                                                       | Estadio José Amalfitani, Buenos Aires                                |                                                                      |
|                     | Mohamed El Yamany 5' | Reporte   | Saviola 7', 15', 44' (p) Coloccini 20' Romagnoli 55' Rodríguez 55' Amin 67' (a) | Asistencia: 25.000 espectadores Árbitro(s): Alain Hamer (Luxemburgo) | Asistencia: 25.000 espectadores Árbitro(s): Alain Hamer (Luxemburgo) |

| 23 de junio de 2001 | Argentina                                         | 5:1 (4:0) | Jamaica     | Estadio José Amalfitani, Buenos Aires                                        |                                                                              |
|                     | Coloccini 3' Saviola 7', 86' (p) Herrera 14', 38' | Reporte   | Dawkins 78' | Asistencia: 27.000 espectadores Árbitro(s): Naser Al Hamdan (Arabia Saudita) | Asistencia: 27.000 espectadores Árbitro(s): Naser Al Hamdan (Arabia Saudita) |

- Octavos de final:

| 27 de junio de 2001 | Argentina                  | 2:1 (1:0) | China  | Estadio José Amalfitani, Buenos Aires                                |                                                                      |
|                     | Rodríguez 4' Domínguez 79' | Reporte   | Qu 55' | Asistencia: 32.000 espectadores Árbitro(s): Thomas McCurry (Escocia) | Asistencia: 32.000 espectadores Árbitro(s): Thomas McCurry (Escocia) |

- Cuartos de final:

| 1 de julio de 2001 | Argentina                 | 3:1 (2:1) | Francia   | Estadio José Amalfitani, Buenos Aires                             |                                                                   |
|                    | Saviola 5', 46+' (p), 83' | Reporte   | Mexes 44' | Asistencia: 32.000 espectadores Árbitro(s): Terje Hauge (Noruega) | Asistencia: 32.000 espectadores Árbitro(s): Terje Hauge (Noruega) |

- Semifinal:

| 4 de julio de 2001, 16:45, DirecTV, América Sports, TyC Sports y Tigo Sports | Argentina                                                   | 5:0 (3:0) | Paraguay | Estadio José Amalfitani, Buenos Aires                                |                                                                      |
|                                                                              | Saviola 18', 24' Romagnoli 41' D'Alessandro 52' Herrera 70' | Reporte   |          | Asistencia: 32.000 espectadores Árbitro(s): Wilson de Souza (Brasil) | Asistencia: 32.000 espectadores Árbitro(s): Wilson de Souza (Brasil) |

- Final:

| 8 de julio de 2001 | Argentina                            | 3:0 (2:0) | Ghana | Estadio José Amalfitani, Buenos Aires                                       |                                                                             |
|                    | Colotto 6' Saviola 14' Rodríguez 73' | Reporte   |       | Asistencia: 32.000 espectadores Árbitro(s): Manuel Mejuto González (España) | Asistencia: 32.000 espectadores Árbitro(s): Manuel Mejuto González (España) |

## Partidos de la Selección Argentina
La selección de fútbol de Argentina mayor ha optado por jugar partidos en el Estadio José Amalfitani. En total, ha jugado 19 partidos, de los cuales obtuvo 11 victorias, 8 empates y ninguna derrota. A excepción del encuentro ante Bolivia por la Copa América 1979, los restantes dieciocho fueron amistosos; de estos últimos, se destaca el disputado en 1987 ante Alemania Federal, en lo que fue una reedición de la Final de la Copa Mundial disputada un año antes en México y donde se registraron una de las mayores asistencias en la historia del Estadio.

### Años 1970
| Amistoso; 27 de septiembre de 1972 | Argentina                | 2:0 (1:0) | Chile   | Estadio José Amalfitani, Buenos Aires, Argentina |  |
|                                    | 34' Brindisi · 63' Ayala | Reporte   | 35' Kun |                                                  |  |

| Amistoso; 17 de mayo de 1973 | Argentina    | 2:0 (1:0) | Uruguay    | Estadio José Amalfitani, Buenos Aires, Argentina |                                 |
|                              | 88' Brindisi | Reporte   | 39' Morena | Asistencia: 25 000 espectadores                  | Asistencia: 25 000 espectadores |

| Amistoso; 22 de abril de 1974 | Argentina                 | 2:1 (0:1) | Rumania | Estadio José Amalfitani, Buenos Aires, Argentina              |                                                               |
|                               | 57' Houseman · 76' Kempes | Reporte   | 35' Kun | Asistencia: 45 000 espectadores Árbitro(s): Arturo Ithurralde | Asistencia: 45 000 espectadores Árbitro(s): Arturo Ithurralde |

| Amistoso; 20 de noviembre de 1974 | Argentina    | 1:1 (1:1) | Chile         | Estadio José Amalfitani, Buenos Aires, Argentina |                                   |
|                                   | 43' Galletti | Reporte   | 28' Henríquez | Árbitro(s): Juan Silvagno Cavanna                | Árbitro(s): Juan Silvagno Cavanna |

| Copa del Atlántico 1976; 8 de abril de 1976                                                   | Argentina                               | 4:1 (1:0) | Uruguay     | Estadio José Amalfitani, Buenos Aires     |                                           |
|                                                                                               | Kempes 21' 57' · Luque 50' · Scotta 89' |           | Pereyra 79' | Árbitro(s): Arturo Ithurralde (Argentina) | Árbitro(s): Arturo Ithurralde (Argentina) |
| Éste fue el partido de ida por la Copa Lipton. Éste fue el partido de ida por la Copa Newton. |                                         |           |             |                                           |                                           |

| Copa del Atlántico 1976; 28 de abril de 1976            | Argentina      | 2:2 (0:0) | Paraguay                               | Estadio José Amalfitani, Buenos Aires                              |                                                                    |
|                                                         | Kempes 48' 50' |           | Francisco Riveros 70' · Aquino 72' (p) | Asistencia: ¿? espectadores Árbitro(s): Ángel Coerezza (Argentina) | Asistencia: ¿? espectadores Árbitro(s): Ángel Coerezza (Argentina) |
| Éste fue el partido de vuelta por la Copa Félix Bogado. |                |           |                                        |                                                                    |                                                                    |

| Amistoso; 13 de octubre de 1976 | Argentina                      | 2:0 (1:0) | Chile | Estadio José Amalfitani, Buenos Aires, Argentina |                           |
|                                 | 2' Ardiles (pen.) · 88'Bertoni | Reporte   |       | Árbitro(s): Ramón Barreto                        | Árbitro(s): Ramón Barreto |

| Copa Mariscal Ramón Castilla 1976; 10 de noviembre de 1976 | Argentina      | 1:0 (0:0) | Perú | Estadio José Amalfitani, Buenos Aires, Argentina         |                                                          |
|                                                            | 63' Passarella | Reporte   |      | Asistencia: 38 446 espectadores Árbitro(s): Jorge Romero | Asistencia: 38 446 espectadores Árbitro(s): Jorge Romero |
| video del partido                                          |                |           |      |                                                          |                                                          |

| Copa América 1979; 8 de agosto de 1979 | Argentina                                  | 3:0 (2:0) | Bolivia | Estadio José Amalfitani, Buenos Aires, Argentina           |                                                            |
|                                        | Passarella 1' · Gáspari 15' · Maradona 65' | Reporte   |         | Asistencia: 35 000 espectadores Árbitro(s): Sergio Vázquez | Asistencia: 35 000 espectadores Árbitro(s): Sergio Vázquez |

### Años 1980
| Amistoso; 5 de mayo de 1982 | Argentina                 | 2:1 (2:1) | Bulgaria    | Estadio José Amalfitani, Buenos Aires, Argentina |                                |
|                             | Díaz 24' · Passarella 44' | Reporte   | Mladenov 1' | Asistencia: 37000 espectadores                   | Asistencia: 37000 espectadores |

| Amistoso; 23 de junio de 1983 | Argentina  | 1:0 (0:0) | Chile | Estadio José Amalfitani, Buenos Aires, Argentina               |                                                                |
|                               | Morete 70' | Reporte   |       | Asistencia: 18 000 espectadores Árbitro(s): Juan Pablo Escobar | Asistencia: 18 000 espectadores Árbitro(s): Juan Pablo Escobar |

| Amistoso; 21 de julio de 1983 | Argentina | 0:0     | Paraguay | Estadio José Amalfitani, Buenos Aires, Argentina          |                                                           |
|                               |           | Reporte |          | Asistencia: 35 000 espectadores Árbitro(s): Gastón Castro | Asistencia: 35 000 espectadores Árbitro(s): Gastón Castro |

| Amistoso; 25 de octubre de 1984 | Argentina  | 1:1 (1:0) | México | Estadio José Amalfitani, Buenos Aires, Argentina |  |
|                                 | Gareca 44' | Reporte   |        |                                                  |  |

| Amistoso; 16 de diciembre de 1987 | Argentina      | 1:0 (0:0) | Alemania Federal | Estadio José Amalfitani, Buenos Aires, Argentina           |                                                            |
|                                   | Burruchaga 54' | Reporte   |                  | Asistencia: 50 000 espectadores Árbitro(s): Arnaldo Coelho | Asistencia: 50 000 espectadores Árbitro(s): Arnaldo Coelho |

### Años 1990
| Amistoso; 13 de marzo de 1991 | Argentina | 0:0     | México | Estadio José Amalfitani, Buenos Aires, Argentina |                              |
|                               |           | Reporte |        | Árbitro(s): Ricardo Calabria                     | Árbitro(s): Ricardo Calabria |

| Amistoso; 27 de mayo de 1991 | Argentina                                | 3:3 (3:2) | Brasil                                     | Estadio José Amalfitani, Buenos Aires, Argentina |                       |
|                              | Ferreyra 33' · Franco 42' · Bisconti 44' | Reporte   | Gaúcho 6' · Luiz Henrique 35' · Careca 85' | Árbitro(s): Juan Bava                            | Árbitro(s): Juan Bava |

| Amistoso; 21 de diciembre de 1994, 21:30 (hora local), TyC Sports | Argentina | 1:0 (0:0) | Rumanía | Estadio José Amalfitani, Buenos Aires, Argentina          |                                                           |
|                                                                   | Pérez 77' | Reporte   |         | Asistencia: 35 000 espectadores Árbitro(s): Iván Guerrero | Asistencia: 35 000 espectadores Árbitro(s): Iván Guerrero |

| Amistoso; 10 de marzo de 1998 | Argentina                 | 2:0 (1:0) | Bulgaria | Estadio José Amalfitani, Buenos Aires, Argentina           |                                                            |
|                               | Batistuta 36' · López 86' | Reporte   |          | Asistencia: 21 291 espectadores Árbitro(s): Gustavo Méndez | Asistencia: 21 291 espectadores Árbitro(s): Gustavo Méndez |

| Amistoso; 26 de junio de 1999 | Argentina | 0:0     | Lituania | Estadio José Amalfitani, Buenos Aires, Argentina                        |                                                                         |
|                               |           | Reporte |          | Asistencia: 11 314 espectadores Árbitro(s): Daniel Adolfo Bello Rotunno | Asistencia: 11 314 espectadores Árbitro(s): Daniel Adolfo Bello Rotunno |

## Conciertos musicales

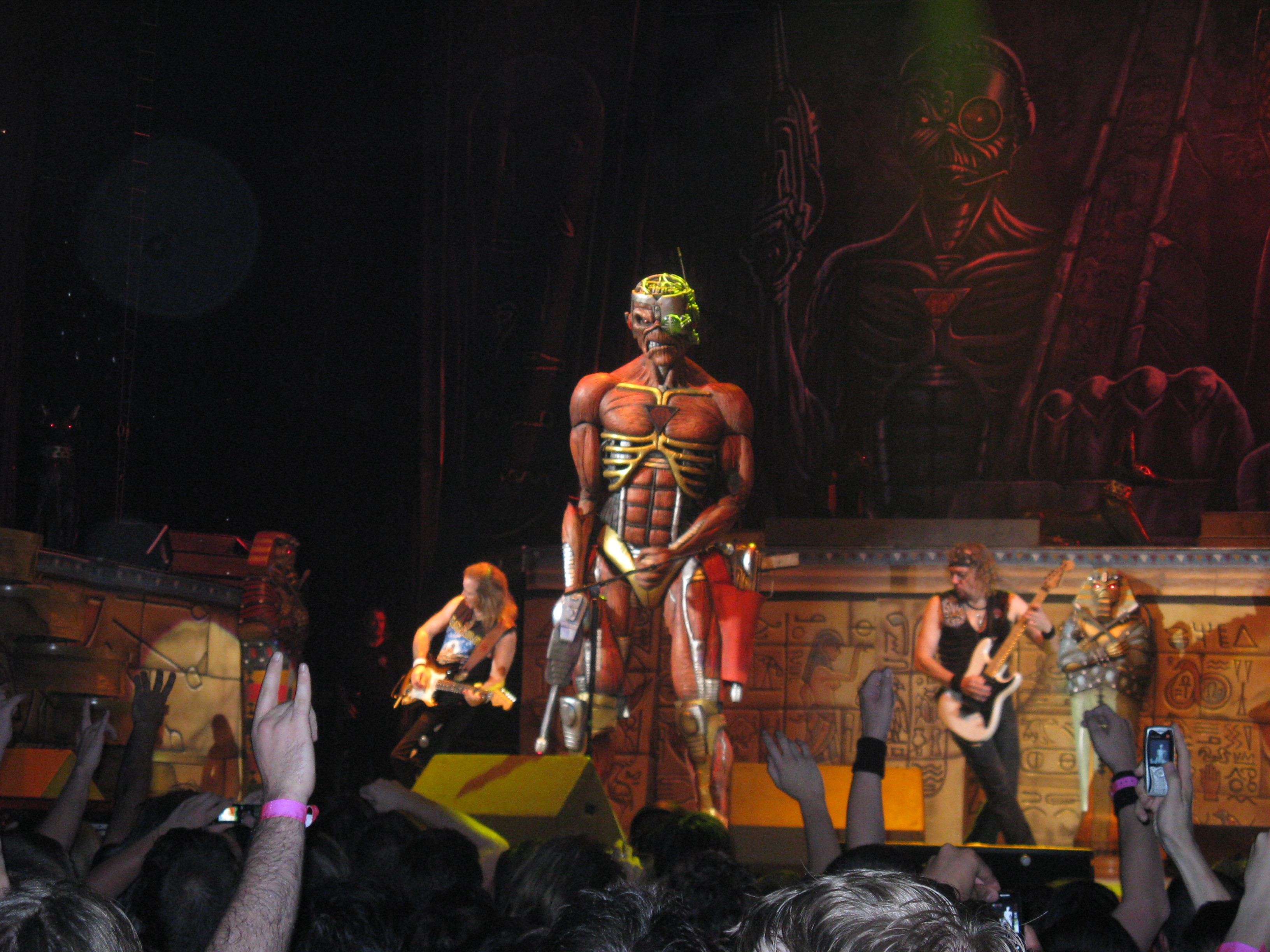
Iron Maiden se presentó en el Estadio en 1998, 2001, 2004, 2009, 2011, 2016 y 2019.

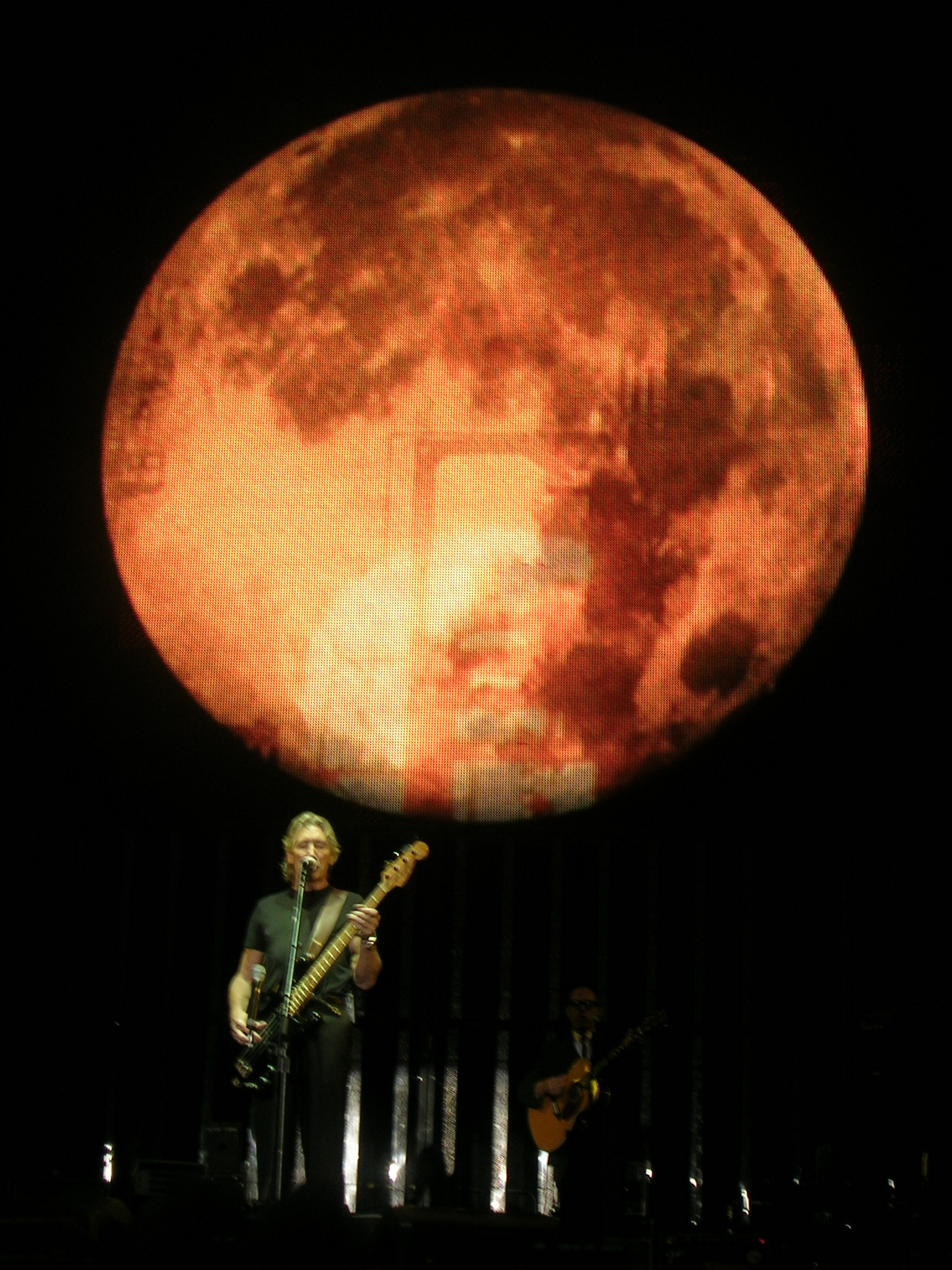
Roger Waters en 2002.

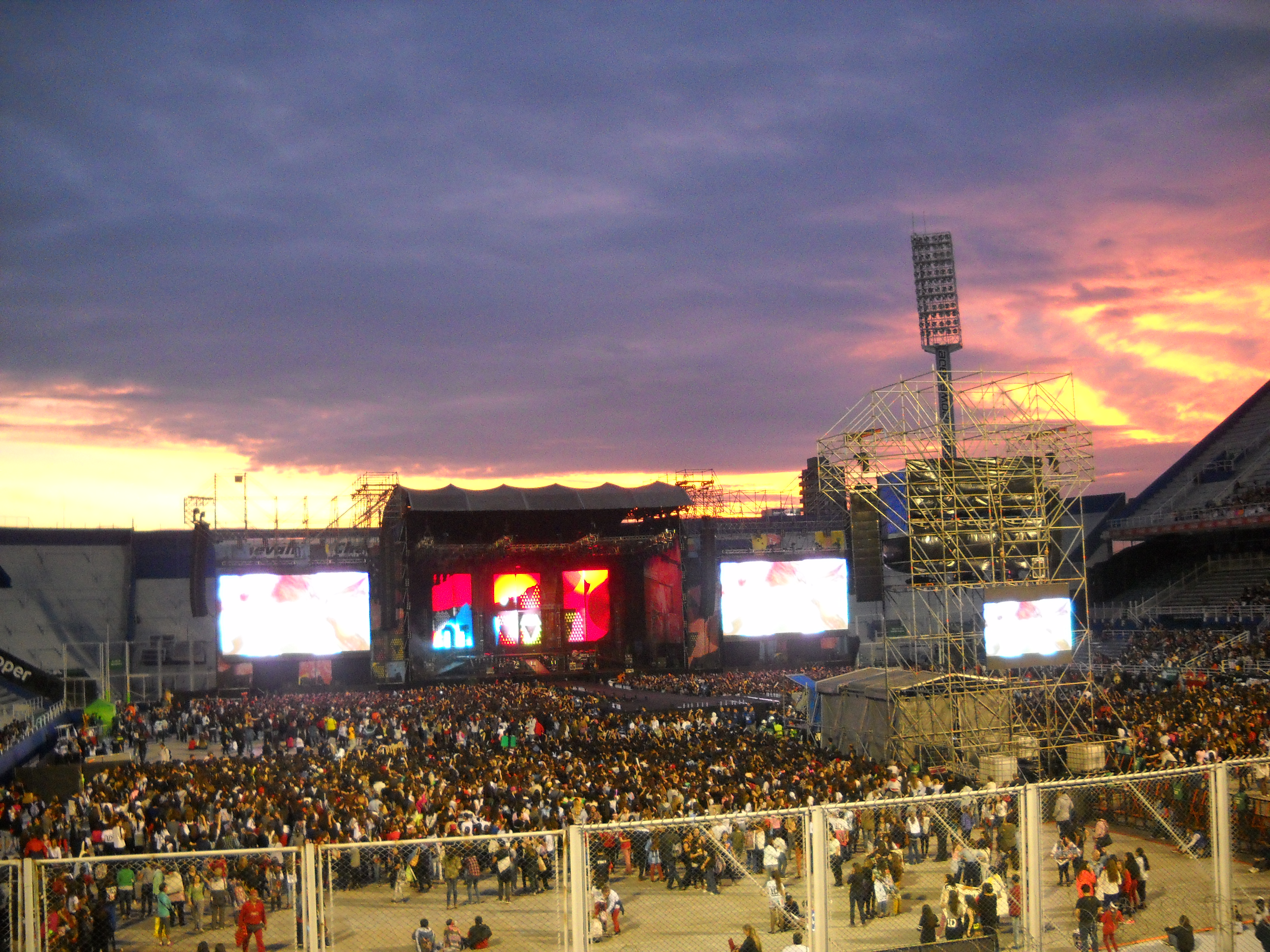
One Direction 3 y 4 de mayo de 2014.

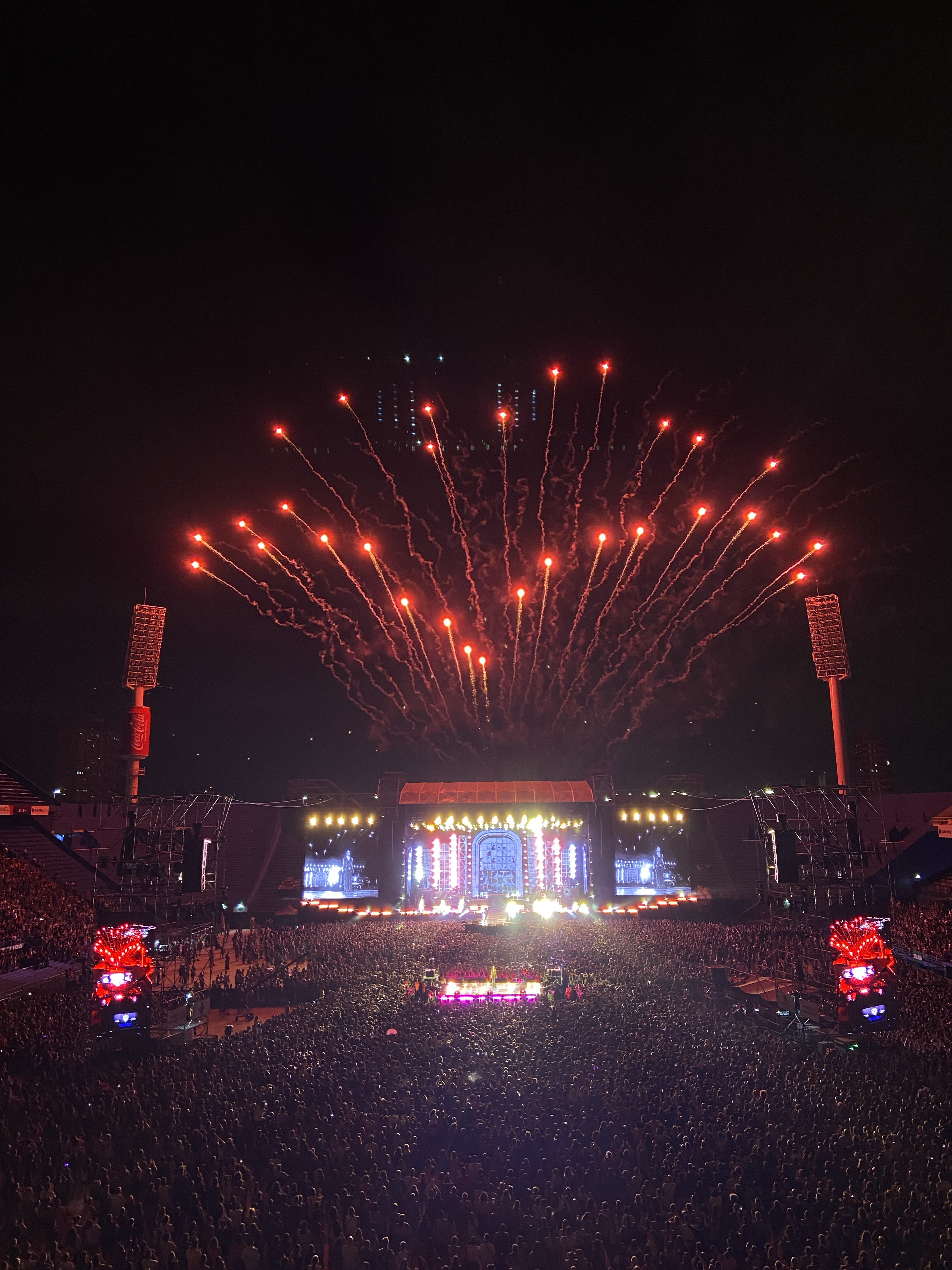
Lali durante la gira Disciplina Tour en 2023.

Principales presentaciones musicales internacionales, latinas y locales:
| País                                                | Artista                                          | Año                            |
| --------------------------------------------------- | ------------------------------------------------ | ------------------------------ |
| Bandera del Reino Unido                             | Queen                                            | 1981/2008                      |
| Bandera de Argentina                                | Zas                                              | 1981                           |
| Bandera de Argentina                                | Los Abuelos de la Nada                           | 1983/1984/1985                 |
| Bandera del Reino Unido                             | Yes                                              | 1985                           |
| Bandera de Argentina                                | Virus                                            | 1985                           |
| Bandera de Argentina                                | Soda Stereo                                      | 1985/1990                      |
| Bandera de Argentina                                | Fito Páez                                        | 1985/1993/2023                 |
| Bandera de Australia                                | INXS                                             | 1985/1994                      |
| Bandera de Argentina                                | Charly García                                    | 1985/2009                      |
| Bandera de Argentina                                | Sumo                                             | 1985                           |
| Bandera del Reino Unido                             | UB40                                             | 1989/2007                      |
| Bandera del Reino Unido                             | Tears for Fears                                  | 1990                           |
| Bandera de Estados Unidos                           | Bon Jovi                                         | 1990/1993/2013/2017            |
| Bandera del Reino Unido                             | Erasure                                          | 1990                           |
| Bandera de Argentina                                | Hermética                                        | 1990                           |
| Bandera de Argentina                                | Rata Blanca                                      | 1991                           |
| Bandera de Suecia                                   | Roxette                                          | 1992                           |
| Bandera de Estados Unidos                           | Nirvana                                          | 1992                           |
| Bandera del Reino Unido                             | Brian May                                        | 1992                           |
| Bandera del Reino Unido                             | Keith Richards                                   | 1992                           |
| Bandera de Estados Unidos                           | The B-52's                                       | 1992                           |
| Bandera de Brasil                                   | Os Paralamas do Sucesso                          | 1992                           |
| Bandera de Argentina                                | Los Auténticos Decadentes                        | 1992                           |
| Bandera de Brasil                                   | Xuxa                                             | 1992                           |
| Bandera del Reino Unido                             | Duran Duran                                      | 1993                           |
| Bandera de Estados Unidos                           | Metallica                                        | 1993                           |
| Bandera de México                                   | Santana                                          | 1993                           |
| Bandera de México                                   | Luis Miguel                                      | 1993/94/97/99/2002/03/05/08/10 |
| Bandera del Reino Unido                             | Peter Gabriel                                    | 1993/2009                      |
| Bandera del Reino Unido                             | Robert Plant                                     | 1994                           |
| Bandera de Estados Unidos                           | Aerosmith                                        | 1994                           |
| Bandera del Reino Unido                             | Sting                                            | 1994/2001                      |
| Bandera del Reino Unido                             | Depeche Mode                                     | 1994                           |
| Bandera de Estados Unidos                           | Whitney Houston                                  | 1994                           |
| Bandera de Estados Unidos · Bandera del Reino Unido | Ramones y Motörhead                              | 1994                           |
| Bandera de Argentina                                | Divididos                                        | 1994/2023                      |
| Bandera de Argentina                                | Caballeros de la Quema                           | 1994                           |
| Bandera de Estados Unidos                           | Testament                                        | 1995                           |
| Bandera de Estados Unidos                           | Marilyn Manson                                   | 1997                           |
| Bandera del Reino Unido                             | Iron Maiden                                      | 1998/2001/04/09/11/16/19       |
| Bandera de Argentina                                | O'Connor                                         | 1998/2004/2009                 |
| Bandera de Brasil                                   | Angra                                            | 1998                           |
| Bandera de Alemania                                 | Helloween                                        | 1998                           |
| Bandera de Estados Unidos                           | Slayer                                           | 1998                           |
| Bandera de Brasil                                   | Soulfly                                          | 1998                           |
| Bandera del Reino Unido                             | Halford                                          | 2001                           |
| Bandera de Argentina                                | Mad                                              | 2001                           |
| Bandera de Estados Unidos                           | Queens of the Stone Age                          | 2001/2018                      |
| Bandera de Estados Unidos                           | Sheryl Crow                                      | 2001                           |
| Bandera de Estados Unidos · Bandera de Argentina    | Red Hot Chili Peppers, Deftones y Catupecu Machu | 2001                           |
| Bandera del Reino Unido                             | Roger Waters                                     | 2002                           |
| Bandera de Argentina                                | Los Piojos                                       | 2004                           |
| Bandera de Argentina                                | Floricienta                                      | 2004/2005                      |
| Bandera de Argentina                                | La Renga                                         | 2005                           |
| Bandera de Argentina                                | Diego Torres                                     | 2005/2006                      |
| Bandera de Colombia                                 | Shakira                                          | 2006/2018                      |
| Bandera de Australia                                | Hillsong United                                  | 2007/2009                      |
| Bandera de México                                   | Maná                                             | 2003/2007/2011/2016            |
| Bandera de Estados Unidos · Bandera de Escocia      | The Killers y Travis                             | 2007                           |
| Bandera de Estados Unidos                           | Bob Dylan                                        | 2008                           |
| Bandera de Argentina                                | León Gieco                                       | 2008                           |
| Bandera del Reino Unido                             | Rod Stewart                                      | 2008/2011                      |
| Bandera de Brasil                                   | Sepultura                                        | 2009                           |
| Bandera de Argentina                                | Viejas Locas                                     | 2009                           |
| Bandera de Argentina                                | Charly García                                    | 2009                           |
| Bandera de Argentina                                | Luis Alberto Spinetta                            | 2009                           |
| Bandera de Estados Unidos                           | Guns N' Roses                                    | 2010                           |
| Bandera de Bahamas                                  | Sebastian Bach                                   | 2010                           |
| Bandera de Estados Unidos                           | Linkin Park                                      | 2010                           |
| Bandera de Estados Unidos                           | Kamelot                                          | 2011                           |
| Bandera de Argentina                                | Barilari                                         | 2011                           |
| Bandera de Guatemala                                | Ricardo Arjona                                   | 2012/2015/2023                 |
| Bandera de Argentina                                | Axel                                             | 2012                           |
| Bandera del Reino Unido                             | Elton John                                       | 2013                           |
| Bandera de Canadá                                   | Nickelback                                       | 2013                           |
| Bandera de Estados Unidos                           | Stevie Wonder                                    | 2013                           |
| Bandera del Reino Unido                             | One Direction                                    | 2014                           |
| Bandera de Uruguay                                  | No Te Va Gustar                                  | 2015/2024                      |
| Bandera de Estados Unidos                           | Kiss                                             | 2015                           |
| Bandera de Puerto Rico                              | Chayanne                                         | 2015                           |
| Bandera de Puerto Rico                              | Ricky Martin                                     | 2016/2023                      |
| Bandera de Estados Unidos                           | Anthrax                                          | 2016                           |
| Bandera del Reino Unido                             | The Raven Age                                    | 2016                           |
| Bandera del Reino Unido                             | Black Sabbath                                    | 2016                           |
| Bandera de Argentina                                | Ciro y los Persas                                | 2016                           |
| Bandera de Estados Unidos                           | Green Day                                        | 2017/2022                      |
| Bandera de Estados Unidos                           | Foo Fighters                                     | 2018                           |
| Bandera de Estados Unidos                           | CNCO                                             | 2021                           |
| Bandera de Puerto Rico                              | Bad Bunny                                        | 2022                           |
| Bandera de Puerto Rico                              | Daddy Yankee                                     | 2022                           |
| Bandera de Argentina                                | Duki                                             | 2022                           |
| Bandera del Reino Unido · Bandera de Estados Unidos | Billy Idol                                       | 2022                           |
| Bandera de Argentina                                | Ciro y los Persas                                | 2022                           |
| Bandera de Colombia                                 | Maluma                                           | 2022                           |
| Bandera de Argentina                                | Lali                                             | 2023/2025                      |
| Bandera de Argentina                                | Fito Paez                                        | 2023                           |
| Bandera de Argentina                                | Tan Biónica                                      | 2023                           |
| Bandera de Argentina                                | Airbag                                           | 2023/2024                      |
| Bandera de Colombia                                 | Karol G                                          | 2024                           |
| Bandera de Colombia                                 | Shakira                                          | 2025                           |

## Otros eventos
Este estadio ha sido utilizado para diversos eventos, tanto deportivos, tal es el caso de los diversos test matches de la Selección Nacional de Rugby, acontecimientos artísticos, benéficos y religiosos. Como ejemplo trascendental, el 10 de abril de 1987 el Papa Juan Pablo II celebró una misa para fieles católicos en su segunda y última visita a la Argentina. También se han celebrado ceremonias de otras manifestaciones religiosas evangélicas en 1996, donde Dante Gebel, realizó una serie de ventos e incluyó una charla de “Santidad e integridad sexual”. El evento se llamó "Superclásico de la juventud" y asistió Palito Ortega Este evento volvió a realizarse en el año 2004.

## Centenario
Al cumplirse 100 años de la fundación del Club Atlético Vélez Sarsfield el 1 de enero de 2010, entre otros festejos, se celebró el domingo 26 de septiembre la "Fiesta Magna del Centenario" en el Estadio José Amalfitani ante más de 50.000 personas. En la misma, durante 5 horas, la historia y el presente se conjugaron en un solo sentimiento. Se efectuó la exhibición de todas las actividades deportivas, culturales e incluso educativas de la Institución, además de la proyección de imágenes históricas y relatos de personajes significativos. Se presentaron diversos jugadores destacados y campeones de Fútbol, como también los conciertos musicales de "Champion’s Liga", Adrián Otero  (reconocido hincha de Vélez) y "Los Auténticos Decadentes"; cerrando el show de fuegos artificiales para celebrar el siglo glorioso del Fortín. En el marco de festividades, el miércoles 1 de diciembre, a cumplirse 16 años de la obtención de la Copa Intercontinental, se rememoró la final contra el AC Milan con protagonistas de ambos equipos ante 35.000 espectadores. Dicho encuentro promocionado como "El partido del Centenario, el desafío de las glorias", determinó como vencedor a Vélez Sarsfield por 1:0 con gol de Fernando Pandolfi.

## Galería de imágenes

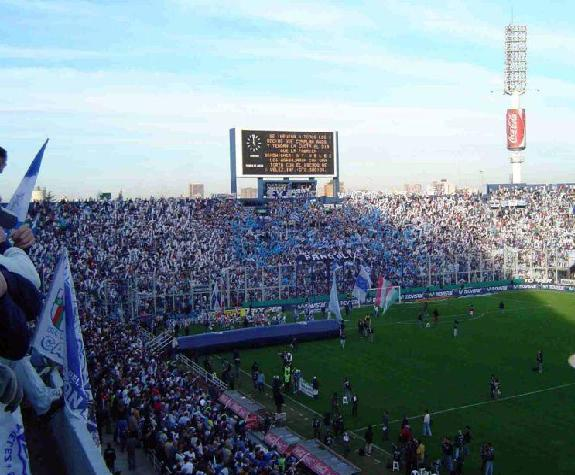
Toma fotográfica desde Platea Norte Alta.
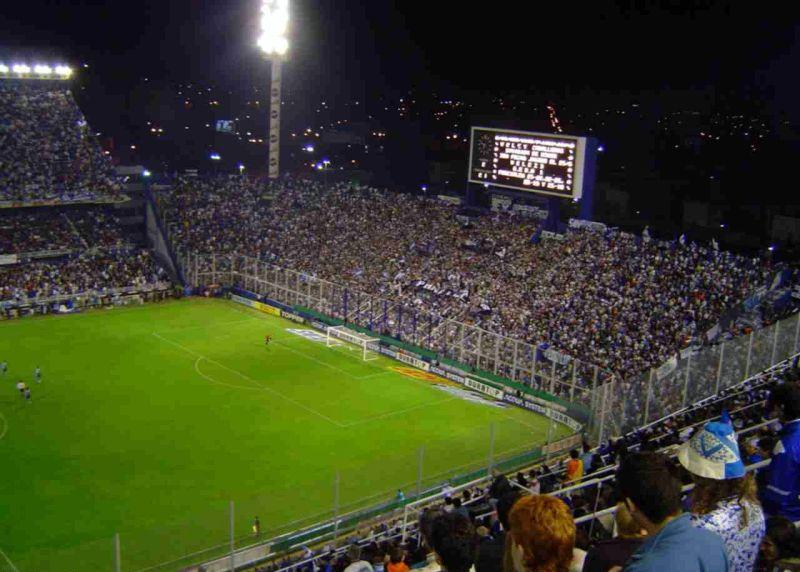
Toma fotográfica desde Platea Sur Alta.